# Yongding, Longyan
Yongding är ett stadsdistrikt i Longyans stad på  prefekturnivå i sydvästra delen av provinsen Fujian i sydöstra Kina. Majoriteten av distriktets invånare tillhör hakka-folket och orten är känd för sina traditionella befästa hakka-byar.
Åren 1931-35 var Yongding ett av de härad som kontrollerades av den Kinesiska sovjetrepubliken.

## Administrativ indelning
Yongding är indelat i ett stadsdelsdistrikt, 17 köpingar och sex socknar.
Stadsdelsdistrikt (jiedao):

- Fengcheng (凤城街道)

Köpingar (zhen):

- Chengjiao (城郊镇)
- Fengshi (峰市镇)
- Fushi (抚市镇)
- Gaobei (高陂镇)
- Gaotou (高头镇)
- Hongshan (洪山镇)
- Hugang (虎岗镇)
- Hukeng (湖坑镇)
- Hulei (湖雷镇)
- Jinsha (金砂镇)
- Kanshi (坎市镇)
- Longtan (龙潭镇)
- Peifeng (培丰镇)
- Qiling (岐岭镇)
- Tangbao (堂堡镇)
- Xianshi (仙师镇)
- Xiayang (下洋镇)

Socknar (xiang):

- Chendong (陈东乡)
- Daxi (大溪乡)
- Guzhu (古竹乡)
- Hexi (合溪乡)
- Hushan (湖山乡)
- Xixi (西溪乡)